# Теранера (Л'Аквила)
Теранера (итал. Terranera) је насеље у Италији у округу Л'Аквила, региону Абруцо.
Према процени из 2011. у насељу је живело 127 становника. Насеље се налази на надморској висини од 1281 м.